# Nothobranchius korthausae
Nothobranchius korthausae là một loài cá thuộc họ Aplocheilidae. Nó là loài đặc hữu của Tanzania. Môi trường sống tự nhiên của chúng là đầm lầy.